# Barbara Godfreyow
Barbara Godfreyow (też: Godfrejów, Nowicka) (ur. 30 października 1928 w Mołodecznie, zm. 29 października 2016 r. w Nowym Sączu) – polska regionalistka, działaczka społeczna, instruktorka harcerska.
Była córką lekarza weterynarii (i kapitana Wojska Polskiego) i urzędniczki pocztowej, wnuczką Adolfa Godfrejówa. Z Andrzejem Nowickim miała jednego syna – Jarosława.

## Działalność naukowa
W roku 1955 ukończyła Wyższą Szkołę Rolniczą w Olsztynie i w roku 1984 Instytut Melioracji Użytków Zielonych w Krakowie, gdzie też doktoryzowała się z zakresu łąkarstwa.
Prowadziła prace badawcze w Małopolskim Ośrodku Doradztwa Rolniczego w Nawojowej, następnie w Centrali Nasiennej w Nowym Sączu (należącej obecnie do spółki Małopolska Hodowla Roślin) i w Rejonie Przemysłu Leśnego w Starym Sączu (należących do Zakładów Przemysłu Drzewnego „Rudy” w okręgu tarnowskim). Była też organizatorką wystaw, konferencji, szkoleń i olimpiad rolniczych. Była członkiem Polskiego Towarzystwa Inżynierii Ekologicznej i Stowarzyszenia Atestowanej Żywności i Zdrowego Środowiska.

## Związek Harcerstwa Rzeczypospolitej
Jeszcze przed wojną wstąpiła (wraz z siostrą – Krystyną, po mężu Radwańską) do harcerstwa. Po wojnie związana była najpierw z ZHP (w Piwnicznej i Starym Sączu), a od roku 1962 w Nowym Sączu. Od 1991 w ZHR. W roku 1991 otrzymała stopień harcmistrza ZHR (Hufca Małopolskiego). Była przewodniczącą Kręgu Starszo-Harcerskiego ZHR w Nowym Sączu. Autorka słuchowisk radiowych i montażów słowno-muzycznych o tematyce harcerskiej. Opublikowała również kilka prac z zakresu historii harcerstwa:
- Barbara Godreyow, Bronisława Szczepaniec, Harcerska służba w okresie okupacji na terenie Starego Sącza, Nowy Sącz, 1994
- Eugeniusz Lebdowicz, Maria Lebdowicz, Dawni Piwniczanie. Słownik biograficzny,
- Barbara Godfreyow, Wspomnienia okupacyjne, spisała i do druku przek. Ewa Andrzejewska, „Almanach Sądecki” 2009, nr 3/4, s. 42-58
- Barbara Godfreyow, Irena Maślanka-Niewolska i in., Żeńskie harcerstwo w Piwnicznej 1930-1948, Nowy Sącz : Komisja Historyczna Chorągwi Nowosądeckiej Hufca ZHP, br.
- Barbara Godfreyow, Irena Maślanka-Niewolska i in., Męskie harcerstwo w Piwnicznej, Nowy Sącz : Komisja Historyczna Chorągwi Nowosądeckiej Hufca ZHP, br.

Była radną I kadencji Rady Miasta Nowego Sącza (w latach 1990-1994). Związana z Unią Wolności. Była też wieloletnią działaczką NOT.
Jako regionalistka pisywała artykuły do prasy lokalnej, m.in. o sądeckich Lachach – małopolskiej grupie etnograficznej. Była też związana z Regionalnym Zespołem Pieśni i Tańca „Lachy” w Nowym Sączu. Była dokumentalistką działalności zespołu.
Pochowana na Cmentarzu Komunalnym przy ul. Rejtana w Nowym Sączu.

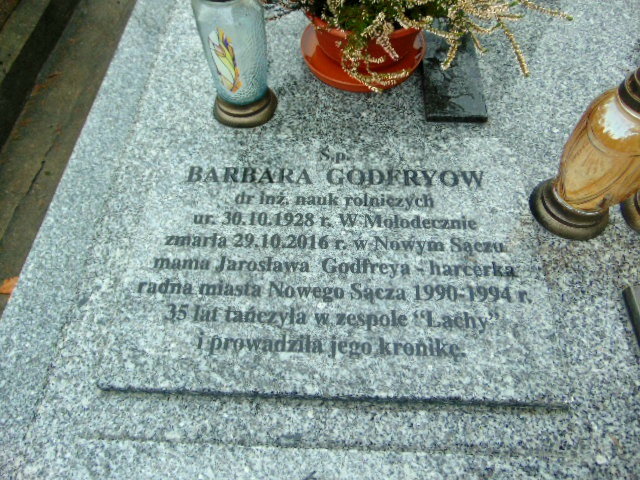

## Odznaczenia[4]
- Złota Odznaka Honorowa NOT
- Srebrna Odznaka NOT
- Krzyż Honorowy ZHR
- Złoty Krzyż Zasługi
- Srebrny Krzyż Zasługi
- Brązowy Krzyż Zasługi